# Ischnurinae
Ischnurinae bezeichnet eine Unterfamilie der Schlanklibellen (Coenagrionidae) innerhalb der Libellen (Odonata). Sie ist die gattungsreichste der Schlanklibellen und weltweit verbreitet.

## Merkmale
Die Ischnurinae sind kleine Libellen mit einem schlanken und langgestreckten, beinahe nadelförmigen Abdomen und im Vergleich zu anderen Kleinlibellen relativ kurzen Beinen. Wie bei allen Schlanklibellen setzen die generell ungefärbten Flügel gestielt am Thorax an. Die Abgrenzung zu Vertretern anderer Unterfamilien erfolgt vor allem an der Flügeladerung. Bei den Ischnurinae reicht die Länge des Schaftes bis zur Kreuzung der Analvenen.
Die Form der Pterostigmata der Männchen unterscheidet sich zwischen den Vorder- und Hinterflügeln, oft ist es außerdem zweifarbig.
Die Weibchen besitzen in der Regel einen abstehenden Dorn vor dem Legebohrer auf dem achten Abdominalsegment und kommen häufig in verschiedenen Farbvarianten vor. Androchrome Weibchen, also wie die Männchen gefärbte, sind seltener als Weibchen einer andersfarbenen heterochromen Form, die teilweise wieder verschiedene Farbvarianten zeigen.

## Verbreitung
Die Ischnurinae sind weltweit verbreitet, in Mitteleuropa wird diese Unterfamilie nur von zwei Gattungen vertreten, den Becherjungfern (Enallagma) und Pechlibellen (Ischnura).

## Systematik
Neben der namensgebenden Typgattung Ischnura beinhalten die Ischnurinae Vertreter weiterer 49 Gattungen. Das Taxon wurde 1957 von Frederic Charles Fraser eingerichtet.
- Acanthagrion Selys, 1876
- Acanthallagma Williamson & Will., 1924
- Aciagrion Selys, 1892
- Africallagma Kennedy, 1920
- Amorphostigma Fraser, 1925
- Amphiagrion Selys, 1876
- Amphiallagma Kennedy, 1920
- Andinagrion Bulla, 1973
- Anomalagrion Selys, 1857
- Anomalura Kennedy, 1920
- Archaeallagma Kennedy, 1920
- Argentagrion Fraser, 1948
- Austroallagma Lieftinck, 1953
- Azuragrion May, 2002
- Bedfordia Mumford, 1942
- Boninagrion Asahina, 1952
- Calvertagrion St. Quentin, 1960
- Celaenura Kennedy, 1917
- Ceratura Selys, 1876
- Chromatallagma May, 2002
- Cyanallagma Kennedy, 1920
- Enacantha Donnelly & Alayo, 1966
- Enallagma Charpentier, 1840 – Becherjungfern
- Helveciagrion Machado, 1980
- Hesperagrion Calvert, 1902
- Homeoura Kennedy, 1920
- Ischnallagma Kennedy, 1920
- Ischnura Charpentier, 1840 – Pechlibellen
- Ischnuragrion Longfield, 1947
- Ischnuridia Donnelly, 1965
- Libyagrion Fraser, 1928
- Mesamphiagrion Kennedy, 1920
- Micronympha Kirby, 1890
- Millotagrion Fraser, 1953
- Mombagrion Sjöstedt, 1909
- Nanosura Kennedy, 1920
- Oreagrion Ris, 1913
- Oxyagrion Selys, 1876
- Oxyallagma Kennedy, 1920
- Pacificagrion Fraser, 1926
- Pinheyagrion May, 2002
- Proischnura Kennedy, 1920
- Protallagma Kennedy, 1920
- Rhodischnura Laidlaw, 1919
- Skiallagma Förster, 1906
- Teleallagma Kennedy, 1920
- Thermagrion Förster, 1906
- Tigriagrion Calvert, 1909
- Xiphiagrion Selys, 1876
- Zoniagrion Kennedy, 1917